# Mariana Lessa
Mariana Lessa Campbell (Campinas, 5 agosto 1992) è un'attrice brasiliana.

## Biografia
Nata il 5 agosto 1992 a Campinas, Brasile, è figlia dell'attore Carlos Grillo e di Ana Lessa: ha una sorella e un fratello maggiori, Taiana e Caique.
Ha iniziato la sua carriera con apparizioni pubblicitarie fino a quando non le è stato dato il ruolo da protagonista nella serie televisiva Julie - Il segreto della musica.
Durante un'intervista ha dichiarato di avere affinità con il suo personaggio:

## Vita privata
Il 28 aprile 2018 si è sposata con Osmar Campbell. Il matrimonio fu mostrato nel programma Fábrica de Casamentos.

## Filmografia

### Televisione
- Julie - Il segreto della musica (Julie e os fantasmas) – serie TV (2011)
- Chamado Central – serie TV (2017)
- Fábrica de Casamentos – programma TV (2018)

## Discografia

### Colonne sonore
- 2012 – Julie e os fantasmas

## Teatro
- Friendzone (2016)[2]

## Riconoscimenti
- 2012 – Meus Prêmios Nick
  - Candidatura – Miglior attrice per Julie - Il segreto della musica
  - Candidatura – Cantante preferita per Julie – Il segreto della musica

## Doppiatrici italiane
Nelle versioni in italiano dei suoi film, Mariana Lessa è stata doppiata da:
- Jolanda Granato in Julie - Il segreto della musica[3]